# 阿部共実
阿部 共実（あべ ともみ）は、日本の漫画家。兵庫県出身。

## 来歴
2005年、『週刊少年ジャンプ』（集英社）の2005年5月期ジャンプ十二傑新人漫画賞の「最終候補まで後一歩」リストに入る。作品名は不明。
2009年、『COZ! 〜クロス オーバー ザン〜』で『週刊少年チャンピオン』（秋田書店）の2009年4月期月例フレッシュまんが賞のフレッシュ賞を受賞（同年26号発表）。同年末、『恋する殺人鬼』で同誌の第73回新人まんが賞奨励賞受賞（2010年1号発表）。2010年、『破壊症候群』で第74回新人まんが賞入選（同年27号発表）。同作品が『週刊少年チャンピオン』43号に掲載され、デビュー作となる。
同年11月から2011年1月末まで、秋田書店特設ホームページ『日刊!浦安鉄筋家族 THE WEB』上にて『ドラゴンスワロウ』を毎週連載した。同作品は『週刊少年チャンピオン』2011年2+3号、2月5日増刊号（毎度!浦安鉄筋家族 わしゃしゃお年玉増刊）にも描き下ろし読切で掲載。
2011年、『週刊少年チャンピオン』同年38号から40号まで『空が灰色だから手をはなそう』を短期集中連載。同年47号より2013年9号まで『空が灰色だから』と改題して連載した。2012年、『別冊少年チャンピオン』（秋田書店）同年7月号（創刊号）から『ブラックギャラクシー6』を連載。
2013年、『もっと!』（秋田書店）vol.2（『Eleganceイブ』5月1日増刊号）から『ちーちゃんはちょっと足りない』を連載。『Champion タップ!』7月4日更新分から『死にたくなるしょうもない日々が死にたくなるくらいしょうもなくて死ぬほど死にたくない日々』を連載。『ビッグコミックスピリッツ』（小学館）45号に読切『ボクの憂鬱』を掲載。
2014年、『ちーちゃんはちょっと足りない』が「このマンガがすごい！2015」にてオンナ編の1位を獲得。同作で第18回文化庁メディア芸術祭マンガ部門 新人賞を受賞。
amazarashiのファンで、自身の作品『月曜日の友達』の映像作品に楽曲の使用許可を求めたところ、ボーカルの秋田ひろむも阿部作品のファンだとわかり、過去の曲ではもったいないという秋田の考えで、描き下ろした新曲『月曜日』を提供された。『月曜日の友達』の帯には、糸井重里の推薦文が書かれている。

## 作品リスト

### 連載
ドラゴンスワロウ
2010年11月 - 2011年1月、『日刊!浦安鉄筋家族 THE WEB』
空が灰色だから
2011年38 - 40号、47号 - 2013年9号、『週刊少年チャンピオン』
ブラックギャラクシー6
2012年7月号 - 2013年8月号、『別冊少年チャンピオン』
2012年47号 - 50号、『週刊少年チャンピオン』、出張版
ちーちゃんはちょっと足りない
2013年Vol.2（『Eleganceイブ』5月1日増刊号）- 2014年Vol.6、『もっと!』
死にたくなるしょうもない日々が死にたくなるくらいしょうもなくて死ぬほど死にたくない日々
2013年7月4日 - 2015年12月24日、『Champion タップ!』
2015年2+3号、2016年1号、『週刊少年チャンピオン』、出張版
おもいでをまっくろに燃やして
2014年Vol.7（『Eleganceイブ』8月1日増刊号）-、2014年Vol.8、『もっと!』
月曜日の友達
2017年25号 - 2018年2・3合併号、『ビッグコミックスピリッツ』（小学館）
潮が舞い子が舞い
2019年4月号 - 2023年7月号、『別冊少年チャンピオン』
2019年4月18日 - 2023年6月8日、『マンガクロス』

### 読切
- 破壊症候群 - 『週刊少年チャンピオン』2010年43号
- ボクの憂鬱 - 『週刊ビッグコミックスピリッツ』2013年45号
- おなじクラスの鈴木くんのねこの人形 - 『週刊少年チャンピオン』2014年21+22号
- オレたちに愛をくれ - 『別冊少年チャンピオン』2014年6月号
- どうせ幽霊は僕だけを殺してくれない - 『コミックもっと!』2014年Vol.8
- なくした僕の心はどこにあるのか - 『週刊ヤングマガジン』2015年2・3号
- 大人も子供もおねーさんもポーキーも - 『Pollyanna』2020年6月25日[4]

## 単行本
作品の書誌情報。下記にないものはリンク先を参照。
- 『空が灰色だから』 秋田書店〈少年チャンピオン・コミックス〉、全5巻
- 『大好きが虫はタダシくんの 阿部共実作品集』 秋田書店〈少年チャンピオン・コミックス〉、作品集
- 『ちーちゃんはちょっと足りない』 秋田書店〈少年チャンピオン・コミックス・エクストラ もっと!"〉
- 『ブラックギャラクシー6』 秋田書店〈少年チャンピオン・コミックス・エクストラ"〉
  1. 2014年5月20日初版発行（2014年5月8日発売） ISBN 978-4-253-13237-4
- 『死にたくなるしょうもない日々が死にたくなるくらいしょうもなくて死ぬほど死にたくない日々』 秋田書店〈少年チャンピオン・コミックス・タップ!"〉
  1. 2014年12月20日初版発行（2014年12月10日発売） ISBN 978-4-253-13069-1
  2. （2015年12月8日発売） ISBN 978-4-253-13070-7
- 『月曜日の友達』 小学館〈ビッグコミックス〉、全2巻
  1. 2017年9月4日発行（2017年8月30日発売） ISBN 978-4-09-189621-6
  2. 2018年2月28日発行（2018年2月23日発売） ISBN 978-4-09-189800-5
- 『潮が舞い子が舞い』 秋田書店〈少年チャンピオン・コミックス〉、全10巻